# Moslavačka Slatina
Moslavačka Slatina – wieś w Chorwacji, w żupanii sisacko-moslawińskiej, w gminie Popovača. W 2011 roku liczyła 72 mieszkańców.